# Adam Dalgliesh
Adam Dalgliesh is een fictieve Britse politieman. Hij is de hoofdpersoon in een reeks detectiveromans van de schrijfster P.D. James. Zij introduceerde het personage Dalgliesh in 1962 in haar eerste roman Cover Her Face. De laatste roman in de Dalgliesh-serie, The Private Patient, verscheen in 2008.  De romans hebben een opschuivende tijdlijn: de verhalen spelen zich altijd af in 'het heden' (rond het jaar van publicatie) maar Dalgliesh wordt van boek tot boek nauwelijks ouder.
Dalgliesh is hoofdinspecteur bij de Metropolitan Police van New Scotland Yard in Londen. In de latere romans heeft hij de rang van commander. Hij is geen typische politieman.  Hij komt uit de betere kringen; zijn vader was een hoge geestelijke in de Anglicaanse kerk. Behalve politieman is hij ook dichter en hij heeft veel belangstelling voor kunst, architectuur en literatuur.  Als personage heeft hij trekken van eerdere fictieve 'gentleman-detectives' uit de hogere klassen zoals Lord Peter Wimsey.
Dalgliesh woont in een appartement bij de rivier de Theems en rijdt in een Jaguar. Hij is een weduwnaar; zijn vrouw overleed tijdens de bevalling van hun, eveneens overleden, eerste kind. In de laatste roman staat hij op het punt te hertrouwen.
Van de romans is een televisieserie gemaakt die in Nederland werd uitgezonden onder de titel Inspecteur Dalgliesh. De titelrol werd van 1983 tot 1998 gespeeld door de acteur Roy Marsden, daarna werd de rol overgenomen door Martin Shaw.
In 2021 startte een nieuwe serie verfilmingen met de titel Dalgliesh;  de acteur Bertie Carvel speelt hierin de hoofdrol. Alle afleveringen van deze serie spelen zich af in de jaren 1970.
Adam Dalgliesh-romans
- 1962: Cover Her Face – Nederlandse vertaling: Geen prijs te hoog
- 1963: A Mind to Murder – Nederlandse vertaling: Kat in het nauw
- 1967: Unnatural Causes – Nederlandse vertaling: Tot de dood erop volgt
- 1971: Shroud for a Nightingale – Nederlandse vertaling: Lijkwade voor een nachtegaal
- 1975: The Black Tower – Nederlandse vertaling: Tehuis met vele vrienden
- 1977: Death of an Expert Witness – Nederlandse vertaling: Dood onder deskundigen
- 1986: A Taste for Death – Nederlandse vertaling: Dodenmis
- 1989: Devices and Desires – Nederlandse vertaling: Melodie des doods
- 1994: Original Sin – Nederlandse vertaling: Erfzonde
- 1997: A Certain Justice – Nederlandse vertaling: Gebrek aan bewijs
- 2001: Death in Holy Orders – Nederlandse vertaling: Dood onder geestelijken
- 2003: The Murder Room –Nederlandse vertaling: Het moordkabinet
- 2005: The Lighthouse – Nederlandse vertaling: De vuurtoren
- 2008: The Private Patient – Nederlandse vertaling: De patiënte

## Verfilmingen

### Met Roy Marsden
- Death of an Expert Witness (1983)
- Shroud for a Nightingale (1984)
- Cover Her Face (1985)
- The Black Tower (1985)
- A Taste for Death (1988)
- Devices and Desires (1991)
- Unnatural Causes (1993)
- A Mind to Murder (1995)
- Original Sin (1997)
- A Certain Justice (1998)

### Met Martin Shaw
- Death in Holy Orders (2003)
- The Murder Room (2005)

### Met Bertie Carvel[3]
- Shroud for a Nightingale (2021)
- The black tower (2021)
- A taste for death (2021)
- The murder room (2023)
- Death of an expert witness (2023)
- A certain justice (2023)
- Death in holy Orders (2024)
- Cover her face (2024)
- Devices and desires (2024)